# Euphorbia plumerioides
Euphorbia plumerioides är en törelväxtart som beskrevs av Johannes Elias Teijsmann och Justus Carl Hasskarl. Euphorbia plumerioides ingår i släktet törlar, och familjen törelväxter. Inga underarter finns listade i Catalogue of Life.

## Bildgalleri

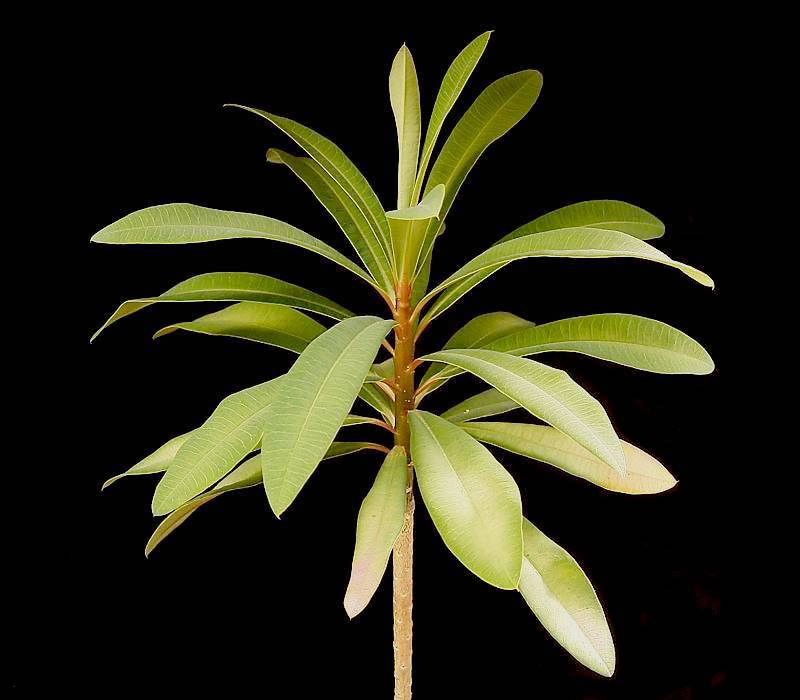
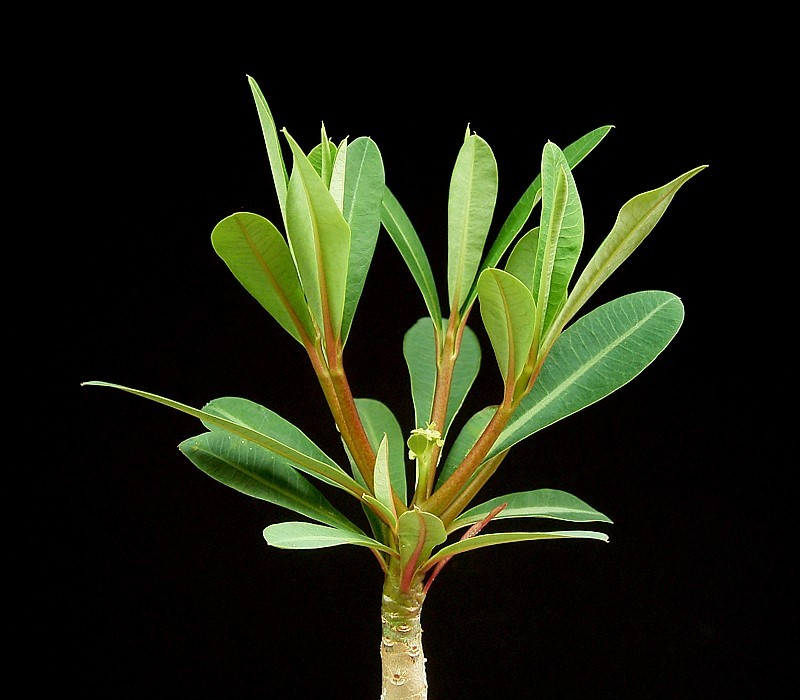